# Ballymalis Castle
Ballymalis Castle (irisch Caisleán Bhéal Átha Málais) ist die Ruine eines Tower House 4,3 km nordwestlich des Dorfes Beaufort im irischen County Kerry. Die Ruine liegt am Nordufer des Laune in der Nähe der Einmündung des Gaddagh. Nördlich davon verläuft der Ring of Kerry. Die Burgruine gilt als National Monument.

## Geschichte
Diese Burg ließen Anfang des 16. Jahrhunderts die Ó Muircheartaighs (O’Moriartys) errichten. Später fiel sie an die Ó Fearghuis (Ferrises), die sie Ende des 16. Jahrhunderts renovieren ließen. 1677 wurde die Grundherrschaft von der Krone konfisziert und an Francis Brewster vergeben, der sie an die Familie Eager (Eagar) weitergab.

## Beschreibung
Ballymalis Castle ist ein Tower House, dessen Ruine teilweise restauriert wurde. Es hat einen rechteckigen Grundriss, vier Vollgeschosse und ein Dachgeschoss, sowie Scharwachtürme an der Südwest- und der Südostecke. Ebenso findet man Spülsteine, ein Maschikuli, Kamine, offene Kamine, gekuppelte Fenster und Fenster mit Oberlicht. Auch ein Teil des alten Wehrgangs ist noch erhalten.

## Galeriebilder

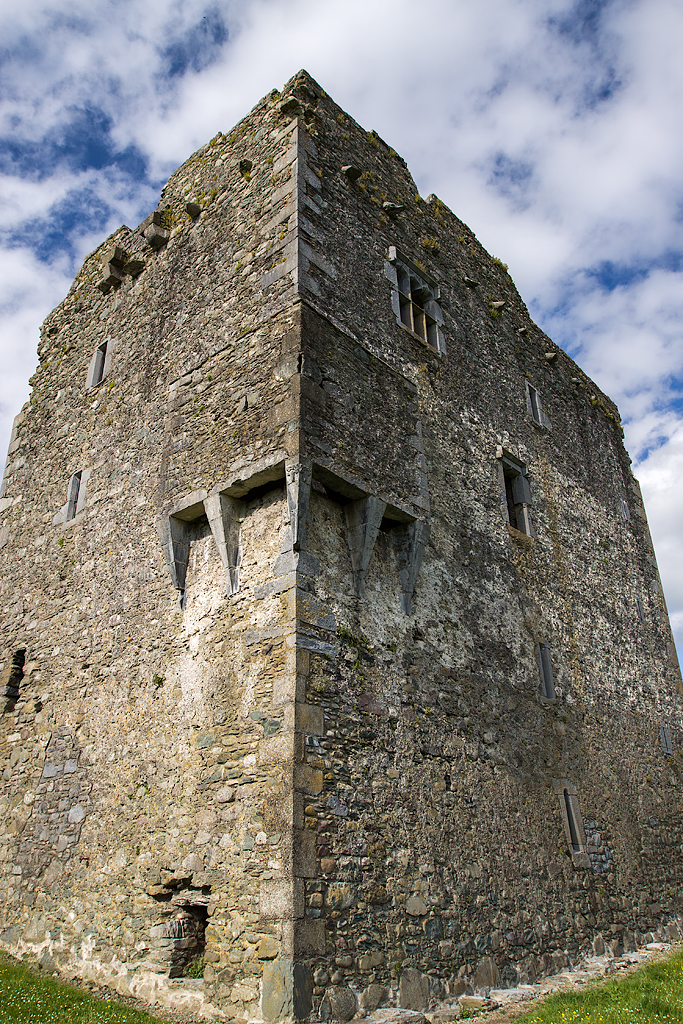
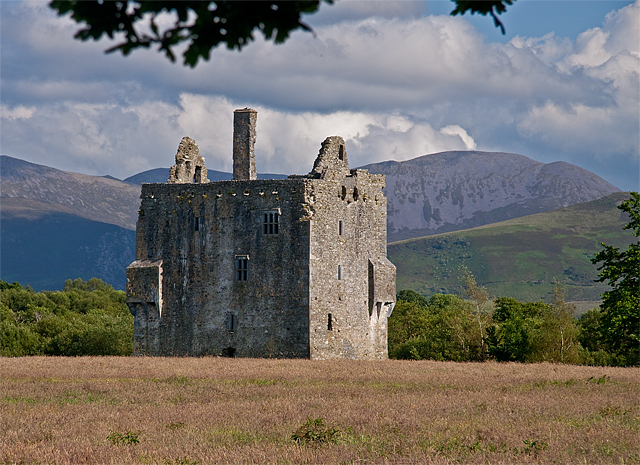
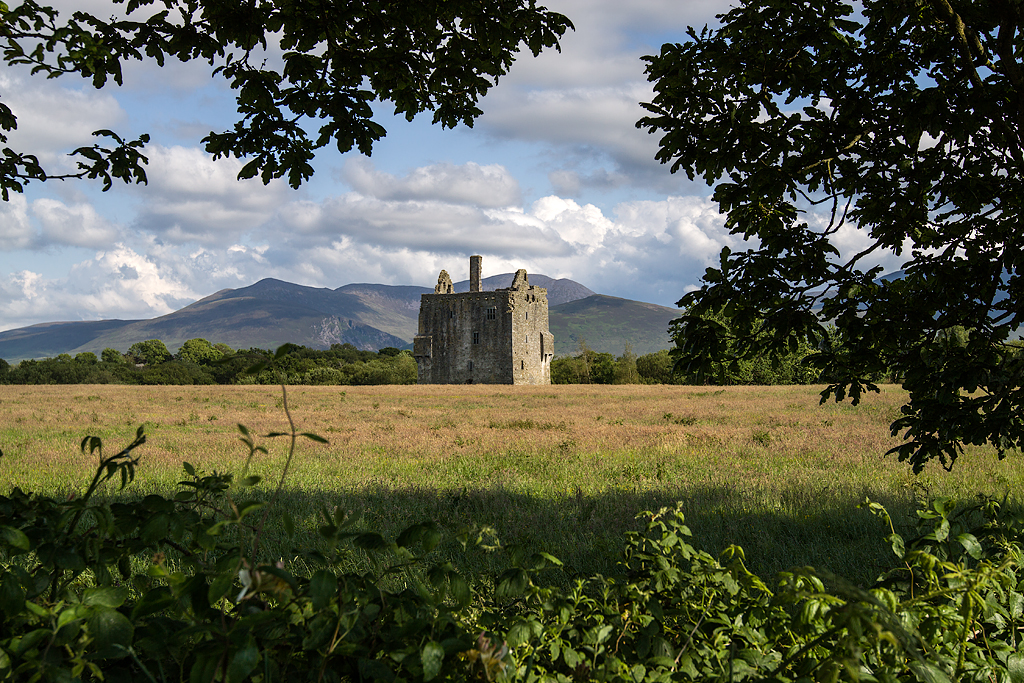